# 901 v.Chr.
Het jaar 901 v.Chr. is een jaartal volgens de christelijke jaartelling.

## Gebeurtenissen

### Palestina
- Koning Nadab heerser over het koninkrijk Israël.

## Overleden
- Jerobeam I, koning van Israël